# Ponera kohmoku
Ponera kohmoku (лат.) — вид мелких муравьёв рода Ponera из подсемейства Ponerinae (Formicidae). Название дано в честь Комокуэтена, одного из Четырёх Небесных Царей в буддизме (богов-хранителей), каждый из которых оберегает одну из четырех сторон света.

## Распространение
Восточная Азия: Япония.

## Описание
Мелкого размера муравьи коричневого цвета (3—4 мм). Отличаются крупными глазами (более 20 фасеток), микросетчатостью головы и груди, блестящими жвалами, брюшко пунктированное; тело коричневое, жвалы, усики и ноги красновато-коричневые, клипеус коричневый. Усики рабочих и самок 12-члениковые. Нижнечелюстные щупики 2-члениковые, нижнегубные щупики состоят из 2 сегментов (формула щупиков 2,2). Голова вытянутая. Глаза мелкие и неотчётливые (около 3 фасеток), оцеллии у рабочих отсутствуют (у самок есть). Жвалы треугольные, лобные валики отсутствуют. Стебелёк между грудкой и брюшком состоит из одного массивного членика (петиоль).